# Violette suave
Viola suavis
Espèce
Classification phylogénétique
La Violette suave (Viola suavis) est une espèce de plantes à fleurs de la famille des Violaceae trouvée dans le sud, le centre et l'est de l'Europe.